# Michail Oeljanov

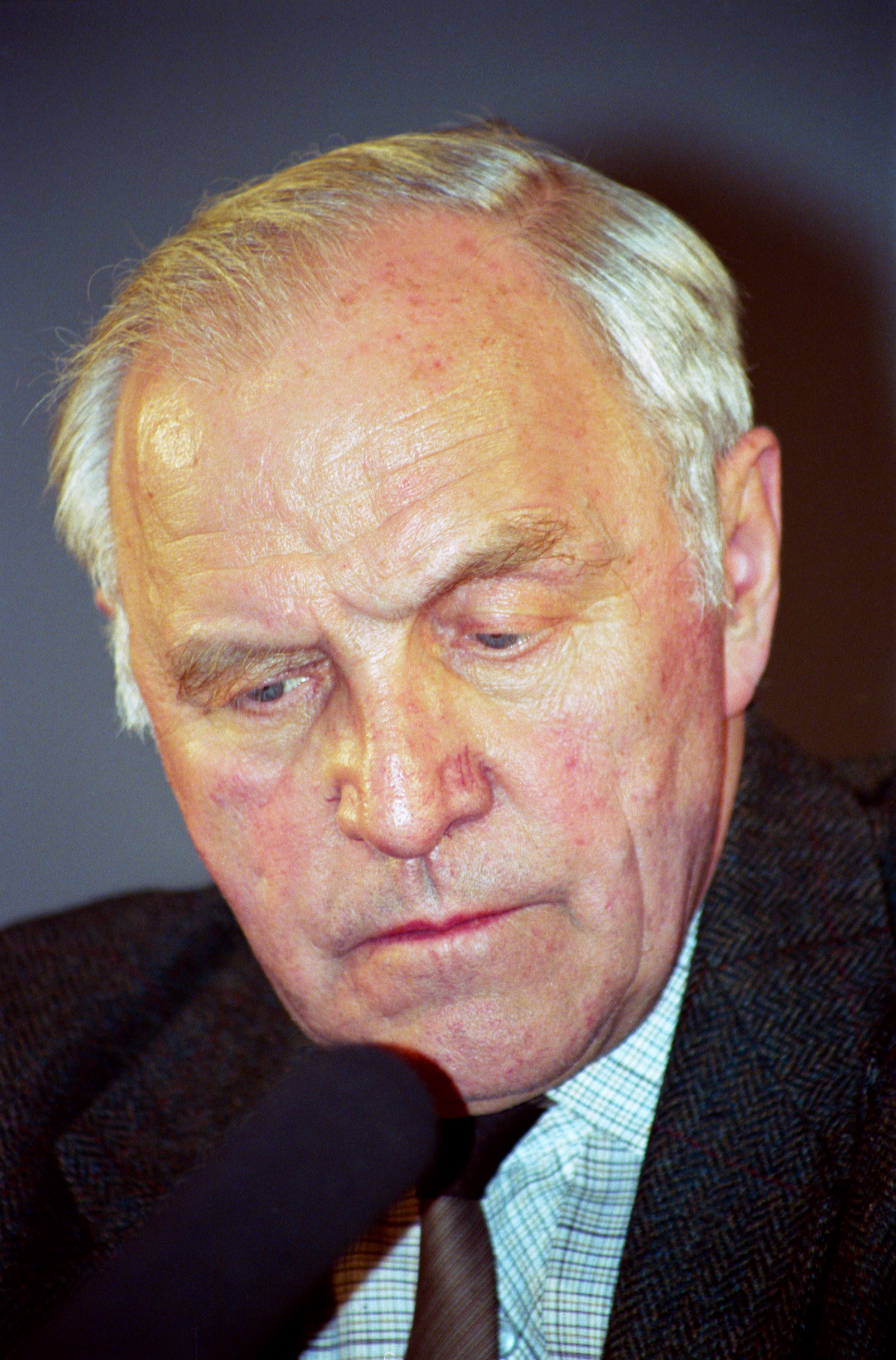
1998

Michail Aleksandrovitsj Oeljanov (Russisch: Михаил Александрович Ульянов) (Bergamak (Oblast Omsk), 20 november 1927 – Moskou, 26 maart 2007) was een Russisch acteur die gold als een van de meest markante personen van de naoorlogse Sovjet-film en theater.
Oeljanov werkte sinds 1950 in het Vachtangovtheater. Sinds 1987 was hij hier directeur van. In 1961 brak hij door als filmacteur in een film van Vladimir Basov. In films speelde hij vaak communistische leiders, zoals Vladimir Lenin en maarschalk Zjoekov. De film  Bratja Karamazovy ("De gebroeders Karamazov") uit 1969 die hij mede regisseerde, werd genomineerd voor een Academy Award voor de beste buitenlandse film. Hij speelde ook in de films Tema (1979) en Tsjastnaja zjizn ("Privéleven"; 1982), die de hoogste onderscheidingen ontvingen op respectievelijk het Filmfestival van Berlijn en  het Filmfestival Venetië. 
Onlangs werd hij geroemd voor zijn rol als Julius Caesar, een verfilming van Shakespeares toneelstuk Julius Caesar uit 1990, Pontius Pilatus genaamd De Meester en Margarita (1994) en voor de film Vorosjilovski strelok ("De scherpschutter van Vorosjilov"; 1999) geregisseerd door Stanislav Govoroechin, waar hij een veteranen-sluipschutter speelde, die door een corrupte justitie wordt gedaagd voor het mishandelen van zijn kleindochter. 
Hij stierf op 26 maart 2007 aan een darmziekte. 